# Elisa Bertino
Elisa Bertino (Roma, 1957) és catedràtica d'informàtica a la Universitat Purdue i actua com a directora de recerca del CERIAS, el Centre d'Educació i Recerca en Garantia i Seguretat de la Informació, un institut adscrit a la Universitat de Purdue. L'interès de recerca de Bertino inclou la privadesa de dades i la seguretat informàtica.
Bertino va rebre el seu doctorat de la Universitat de Pisa l'any 1980 sota la supervisió de Costantino Thanos. Després d'una investigació postdoctoral sobre IBM System R a l'IBM Almaden Research Center, i després de treballar per a Microelectronics and Computer Technology Corporation, va tornar a l'àmbit acadèmic. Va estar durant molts anys a la facultat de la Universitat de Milà, on va presidir el departament d'informàtica. Posteriorment, a la Universitat de Purdue, va esdevenir catedràtica i directora de recerca del CERIAS.

Com a investigadora, ha estat autora o coautora de més de 250 articles de revistes, més de 450 articles de conferències, 9 llibres i 35 volums editats, amb més de 300 coautors. Ha estat coeditora en cap de GeoInformatica Journal i VLDB Journal, copresidenta del programa ICDE 1998 i presidenta del programa ECOOP 2000, SACMAT 2002 i EDBT 2004. És membre del consell assessor de Cybercat, el Centre de recerca en ciberseguretat de Catalunya.

## Premis i reconeixements
- 2002 - Escollida com a membre de l'Institut d'Enginyers Elèctrics i Electrònics "per les contribucions a la teoria de les bases de dades orientades a objectes, les bases de dades temporals i la seguretat de les bases de dades."[6]
- 2003 - Es va convertir en membre de l'Association for Computing Machinery "per les contribucions a sistemes de bases de dades segurs".[7]
- 2002 - Guanyadora d'un IEEE Technical Achievement Award el 2002
- 2005 - Guanyadora de la IEEE Computer Society Tsutomu Kanai Award
- 2021 - Premi IEEE a la Innovació en Infraestructura Social
- 2022 - Research.com Best Female Scientist Award[8]